# Teoria zależności
Teoria zależności (także: szkoła zależności, teoria uzależnienia, teoria dependencji) – perspektywa badawcza w naukach społecznych opisująca, jak kraje rozwinięte bogacą się, wykorzystując przepływ dóbr z biedniejszych krajów rozwijających się. Głównym przesłaniem tej teorii jest twierdzenie, że różnice w poziomie rozwoju krajów są wynikiem stosunków ekonomicznych panujących pomiędzy tymi krajami.
Teoria ta rozwinęła się w latach pięćdziesiątych i sześćdziesiątych w odpowiedzi na teorię modernizacji, która twierdziła, że wszystkie kraje podążają tą samą, liniową ścieżką rozwoju. Teoria zależności odrzuca tę teorię, twierdząc że obecne kraje rozwijające się są w nowej sytuacji zależności od krajów rozwiniętych w gospodarce światowej, co nie miało miejsca wcześniej w historii. Kraje rozwinięte bogacą się na handlu z krajami rozwijającymi się, sprzedając wysokowartościowe dobra przetworzone, podczas gdy kraje rozwijające się sprzedają głównie mniej zyskowne półprodukty i surowce naturalne. Teoria zależności krytykuje także teorie wolnorynkowe, wskazując że kraje rozwijające się muszą ograniczyć swój udział w gospodarce światowej, by uniezależnić się od krajów rozwiniętych.
Teoria zależności koncentrowała się na relacjach pomiędzy państwami kolonialnymi i ich byłymi koloniami, zwłaszcza w Ameryce Południowej.
Obecnie teoria zależności jest uznana za przestarzałą, a jej kontynuatorką jest teoria systemów-światów. Teoria systemów-światów pokazuje, że w dłuższym okresie historii kraje rozwinięte mogą przemienić się w kraje rozwijające się i vice versa; m.in. obecne kraje rozwinięte (kraje Europy Zachodniej, USA, Japonia) kilkaset lat temu leżały na peryferiach systemu światowego, a więc były krajami rozwijającymi się, zależnymi od innych, bardziej rozwiniętych, położonych na Bliskim i Dalekim Wschodzie, a jednak przekształciły się w kraje rozwinięte. Teoria systemów-światów wskazuje także na istnienie kategorii przejściowej pomiędzy krajami rozwijającymi się i rozwiniętymi (używa kategorii kraje centrum, kraje półperyferii i kraje peryferii).
Teoria zależności została opisana najpierw przez Hansa Singera, Raúla Prebischa i Paula Prebisha i rozwinięta m.in. przez Paula Barana, André Gunder Franka, Theotônia Dos Santosa i Immanuela Wallersteina.